# يورك يونايتد

شعار نادي يورك 9 سابقاً

نادي يورك يونايتد لكرة القدم (بالإنجليزية: York United Football Club) هو نادي كرة قدم احترافي كندي يقع في تورونتو، أونتاريو. تأسس عام 2018 تحت اسم يورك 9 (بالإنجليزية: York 9 FC)يتنافس النادي في الدوري الكندي الممتاز ويلعب مبارياته على ملعب يورك تورونتو.

## التاريخ
في ديسمبر 2017، استقال اللاعب الكندي الدولي السابق جيمي برينان من منصبه كمدير تنفيذي لفريق نادي أوروا وأعلن عن نيته الانضمام في الدوري الكندي الممتاز. في مارس 2018، تم الكشف عن أن برينان قد تم تعيينه نائبا للرئيس التنفيذي ليورك سبورت مرة أخرى في يناير. في اليوم التالي، تم الكشف عن أن رئيس الشركة بريبين غانزوم عين نفسه كرئيس لكيان غير معروف اسمه يورك ناين، يعتقد أنه امتياز في الدوري الكندي الممتاز. في 5 مايو 2018، كانت منطقة يورك واحدة من أربع مجموعات قبلها الاتحاد الكندي لكرة القدم للحصول على عضوية النادي الاحترافية. تم الكشف عن مجموعة غرين بارك، التي يرأسها كارلو بالداسارا، بصفتها مالك فريق نادي يورك ناين، مع تولي ابنه مايك منصب رئيس مجلس الإدارة. تم تصوير كل من برينان وغانزهورنفي الاجتماع السنوي للأعضاء عندما تم الإعلان عن المجموعة.
تم كشف النقاب الرسمي عن نادي يورك ناين يوم 10 مايو 2018، كأول فريق ينضم إلى الدوري الكندي الممتاز. بالإضافة إلى تأكيد مكانها في الدوري لموسم الإطلاق 2019، كشف النادي أيضًا عن صفته وألوانه وعلاماته التجارية. تبنى النادي اسم نادي يورك ناين. في شهر أغسطس، أرسل نادي يورك ناين فريقًا من جمعية منطقة يورك لكرة القدم يختار فريقًا للتنافس في كأس العالم تحت 17 عام الذي أقيم على ملعب يورك لاينز. فاز الفريق على يوفنتوس قبل أن يخسر أمام نادي تورونتو في المباراة النهائية.
تم تسمية الفريق باسم ناين ستريبرز من قبل وسائل الإعلام والدوري. المباراة الافتتاحية لنادي يورك ناين كانت ديربي 905 ضد نادي فورجي في 27 أبريل 2019، انتهت المباراة بالتعادل 1-1، حيث سجل ريان تيلفر الهدف الأول في تاريخ الدوري الكندي الممتاز. لتحديد ممثل الاتحاد الكندي لكرة القدم في دوري أبطال الكونكاكاف، لعب يورك ناين في البطولة الكندية 2019 المتنافسة على كأس فوياجرز. خسر الفريق ربع النهائي أمام مونتريال إمباكت بعد تعادله 2-2 على أرضه وخسارة 1-1 في مونتريال.

## المدربون
| لمدرب      | البلد | فترة التدريب         | الإحصائيات | الإحصائيات | الإحصائيات | الإحصائيات | الإحصائيات | الإحصائيات |
| لمدرب      | البلد | فترة التدريب         | لعب        | فاز        | عدل        | خسر        | نسبة الفوز |            |
| ---------- | ----- | -------------------- | ---------- | ---------- | ---------- | ---------- | ---------- | ---------- |
| جيم برينان | كندا  | 27 يوليو 2018 – الآن | 14         | 4          | 6          | 4          | 028٫57     |            |